# Amir Aczel

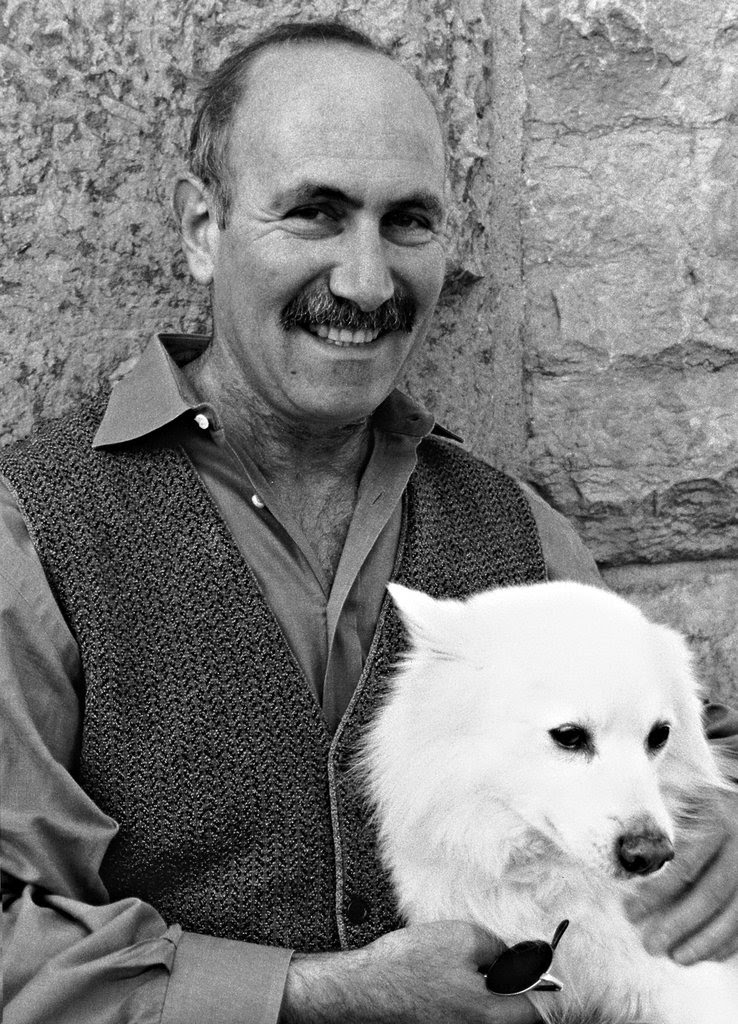
Amir Aczel, 2015

Amir Dan Aczel (hebräisch אמיר דן אצ"ל; * 6. November 1950 in Haifa, Israel; † 26. November 2015 in Nîmes, Frankreich) war ein israelisch-US-amerikanischer Mathematiker, Hochschullehrer und Sachbuchautor.

## Leben
Aczel studierte Mathematik an der University of California, Berkeley, wo er 1975 seinen Bachelor und 1976 seinen Master erwarb. Er promovierte 1982 an der University of Oregon bei Paul Lorenz Speckman mit einer Arbeit zum Thema Validation Tests for Multivariate Time Series Models.
Aczel lehrte von 1982 bis 1988 als Associate Professor an der University of Alaska. Von 1988 bis 2006 war er Professor am Bentley College in Waltham (Massachusetts). Bis zu seinem Tod war Aczel Gastforscher am Boston University Center for Philosophy and History of Science der Boston University.

## Forschungsinteressen, Engagement, Anerkennung
Aczel hatte das Bedürfnis, Wissenschaft, insbesondere Mathematik, leicht verständlich für ein breites interessiertes Publikum zu erklären. Als er in Alaska Professor für Statistik war, schrieb er für seine Studenten 1989 sein erstes Buch Complete Business Statistics, weil es kein verständliches Lehrbuch auf diesem Gebiet gab. Ein weiteres Buch How to Beat the I.R.S. at Its Own Game: Strategies to Avoid — and Fight — an Audit ging 1996 aus seinen eigenen Erfahrungen mit der Steuerbehörde I.R.S. hervor. Da er mit diesen Büchern Erfolg hatte, schrieb er weitere Sachbücher, die sich mit mathematischen Problemen, ihrer Geschichte und der Geschichte von Wissenschaftlern beschäftigten. Mit zunehmendem Alter verlagerte sich Aczels Interesse mehr und mehr auf die Geschichte der Wissenschaft, insbesondere der Mathematik.
Die Recherchen für sein Buch Finding Zero: A Mathematician's Odyssey to Uncover the Origins of Numbers führten Aczel nach Kambodscha, wo es ihm gelang, eine während der Herrschaft der Roten Khmer verloren geglaubte  Steinplatte mit einer Darstellung der Null aus dem 7. Jahrhundert wiederzufinden. Aczel gründete eine Stiftung, die es ermöglichen soll, dass diese Steinplatte in einem Museum in Kambodscha ausgestellt wird.
Aczel war Mitglied der American Mathematical Society, der American Statistical Association und des Berufsverbandes für Lehrende Delta Sigma Pi. Er erhielt 1980 den excellence in teaching award der Universität Oregon und wurde vom Bentley College 1997 zum Professor des Jahres gewählt. Aczel war Fellow der John-Simon-Guggenheim-Gedächtnis-Stiftung.
Aczels berühmtestes und erfolgreichstes Buch war Fermats dunkler Raum: wie ein großes Problem der Mathematik gelöst wurde. Es erzählt vom im 17. Jahrhundert durch Pierre de Fermat formulierten Großen Fermatschen Satz {\displaystyle a^{n}+b^{n}\neq c^{n}} für {\displaystyle n} größer als 2. Fermat hatte seiner Zeit an den Rand eines Buches die Bemerkung geschrieben, dass er für diesen Satz einen ganz einfachen Beweis gefunden habe. Seither wurde intensiv von vielen Menschen vergeblich versucht, diesen Satz zu beweisen. Erst 1994, mehr als 300 Jahre nach Fermats Bemerkung, gelang es Andrew Wiles einen Beweis zu finden.

### Familie
Aczel war der Sohn von E. L. Aczel, Kapitän eines Kreuzfahrtschiffes im Mittelmeer. Als Kind wurde Aczel von seinem Vater auf Schiffsreisen kreuz und quer über das Mittelmeer mitgenommen. Er erwarb dabei Kenntnisse über Navigation, die ihn später zu seinem Buch Der Kompass: eine Erfindung verändert die Welt anregten. Die Kreuzfahrten brachten ihn unter anderem nach Monte-Carlo. Beim Besuch der dortigen Spielcasinos faszinierten ihn die verschiedenfarbigen Felder des Roulette. Diese Erlebnisse regten Aczel an, sich bei seinem Mathematikstudium auf Statistik zu spezialisieren. Auch einige seiner Bücher entstanden aus diesen Erfahrungen.
Aczel war verheiratet mit Debra Gross Aczel. Das Ehepaar hatte eine Tochter Miriam Rose Aczel. Amir Aczel starb im Alter von 65 Jahren in Frankreich an Krebs.

## Veröffentlichungen

### Populärwissenschaftliche Bücher (Auswahl)
- Mit Ken Ono: My Search for Ramanujan: How I Learned to Count, 2016, Springer, ISBN 978-3-319-25566-8
- Finding Zero: A Mathematician's Odyssey to Uncover the Origins of Numbers, 2016, Palgrave Macmillan, ISBN 978-1-250-08491-0
- Why Science Does Not Disprove God, 2014, William Morrow, ISBN 978-0-06-223059-1
- Present at the Creation: Discovering the Higgs Boson, 2012, Penguin, ISBN 978-0-307-59182-1
- A Strange Wilderness: The Lives of the Great Mathematicians, 2011, Union Square & Co., ISBN 978-1-4027-8584-9
- Der ganz normal verteilte Zufall: mathematische Glückspiele und Orakel, 2010, Heidelberg: Spektrum, Akademie Verlag, ISBN 978-3-8274-2500-3
- Present at the Creation: The Story of CERN and the Large Hadron Collider, 2010, Crown, ISBN 978-0-307-59167-8
- Uranium Wars: The Scientific Rivalry that Created the Nuclear Age, 2009, Macmillan Education, ISBN 978-0-230-61374-4
- The Artist And The Mathematician: The Story of Nicolas Bourbaki, the Genius Mathematician Who Never Existed, 2007, Oldcastle Books, ISBN 978-1-84344-034-5
- The Jesuit and the Skull: Teilhard De Chardin, Evolution, and the Search for Peking Man, 2007, Riverhead Books, ISBN 978-1-59448-956-3
- Descartes's Secret Notebook: A True Tale of Mathematics, Mysticism, and the Quest to Understand the Universe, 2006, Crown, ISBN 978-0-7679-2034-6
- Der Kompass: eine Erfindung verändert die Welt, 2005, Rowohlt, ISBN 978-3-498-00056-1
- Chance: A Guide to Gambling, Love, the Stock Market, and Just About Everything Else, 2004, Basic Books, ISBN 978-1-56858-316-7
- Pendulum: Leon Foucault and the Triumph of Science, 2004, Washington Square Press, ISBN 978-0-7434-6479-6
- Die göttliche Formel: von der Ausdehnung des Universums, 2002, Rowohlt, ISBN 978-3-499-60935-0
- Die Natur der Unendlichkeit: Mathematik, Kabbala und das Geheimnis des Aleph, 2002, Rowohlt, ISBN 978-3-499-61358-6
- Entanglement: The Greatest Mystery in Physics, 2002, Jossey-Bass, ISBN 978-0-470-85046-6
- Probability 1: warum es intelligentes Leben im All geben muss, 2001, Rowohlt, ISBN 978-3-499-60931-2
- Fermats dunkler Raum: wie ein großes Problem der Mathematik gelöst wurde, 1999, Heyne, ISBN 978-3-453-15583-1

### Wissenschaftliche Bücher (Auswahl)
- The Cave and the Cathedral: How a Real-Life Indiana Jones and a Renegade Scholar Decoded the Ancient Art of Man, 2009, John Wiley & Sons Ltd, ISBN 978-0-470-37353-8
- Complete Business Statistics, 2005, Mcgraw-Hill Higher Education, ISBN 978-0-07-124416-9
- Student Problem Solving Guide for Use With Complete Business Statistics, 1999, McGraw-Hill Inc., ISBN 978-0-07-289304-5
- How to Beat the I.R.S. at Its Own Game: Strategies to Avoid — and Fight — an Audit, 1996, Basic Books, ISBN 978-1-56858-048-7

### Online-Vorträge (Auswahl)
- Finding Zero, Amir Aczel, Talks at Google auf YouTube, 27. Januar 2015, abgerufen am 12. Dezember 2023.
- Why Science Does Not Disprove God Amir Aczel Dennis Prager auf YouTube, 7. Mai 2014, abgerufen am 12. Dezember 2023.
- Amir Aczel: Present at the Creation auf YouTube, 5. Mai 2014, abgerufen am 12. Dezember 2023.
- Amir Aczel: Uranium Wars auf YouTube, 29. April 2014, abgerufen am 12. Dezember 2023.
- Amir Aczel: "Present at the Creation: The Story of CERN and the Large Hadron Collider" auf YouTube, 6. August 2012, abgerufen am 12. Dezember 2023.

### Fernsehfilm
- Aczel gehörte zu den handelnden Personen in der Fernsehdokumentation über UFOs Out of the Blue, 2003, von Tim Coleman, James Fox und Boris Zubov Out of the Blue: The Definitive Investigation on UFOs (FULL DOCUMENTARY) auf YouTube, 3. Februar 2023, abgerufen am 12. Dezember 2023.